# Josh Howard

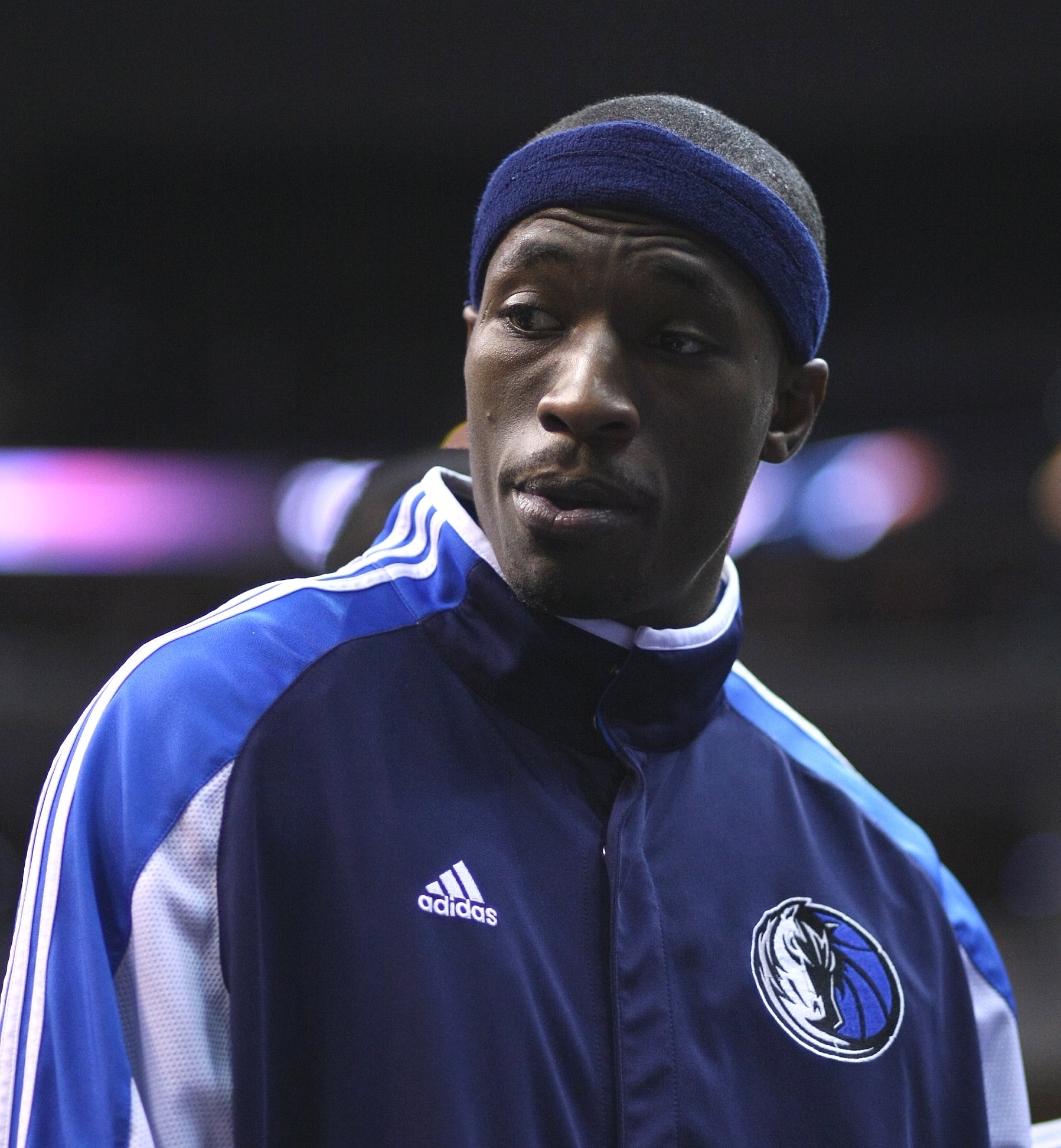

Joshua Jay Howard, mais conhecido como Josh Howard (Winston-Salem, Carolina do Norte, 28 de Abril de 1980),é um treinador de basquete americano e ex-jogador profissional que é o treinador principal do time de basquete masculino UNT Dallas Trailblazers. Ele jogou basquete universitário pelo Wake Forest Demon Deacons.